# Trška Gora, Novo mesto
Trška Gora este o localitate din comuna Novo mesto, Slovenia, cu o populație de 124 de locuitori.